# Aḩmad Kandī
Aḩmad Kandī (persiska: احمد كندی) är en ort i Iran.   Den ligger i provinsen Zanjan, i den nordvästra delen av landet, 290 km väster om huvudstaden Teheran. Aḩmad Kandī ligger 1 924 meter över havet och antalet invånare är 894.
Terrängen runt Aḩmad Kandī är kuperad norrut, men söderut är den platt. Runt Aḩmad Kandī är det ganska glesbefolkat, med 47 invånare per kvadratkilometer. Närmaste större samhälle är Zarrīnābād, 9,4 km sydväst om Aḩmad Kandī. Trakten runt Aḩmad Kandī består i huvudsak av gräsmarker.